# Ulrich Poltera
Ulrich Poltera, född 17 juli 1922 i Arosa, död 22 mars 1994 i Chur, var en schweizisk ishockeyspelare.
Poltera blev olympisk bronsmedaljör i ishockey vid vinterspelen 1948 i Sankt Moritz.